# Pizzo Tornello
Il Pizzo Tornello è una montagna delle Alpi Orobie alta 2.687 m. È situata lungo lo spartiacque che separa la valle del Gleno dalla contigua Valle del Vò, entrambe laterali da destra della Val di Scalve, in provincia di Bergamo.

## Accessi
Il sentiero più utilizzato per raggiungere la vetta del pizzo Tornello è quello che sale lungo la piccola valle del Tino, percorsa dall'omonimo torrente. Contrassegnato con il segnavia del CAI numero 412, ha due differenti punti di inizio: il primo dalla chiesa di Vilmaggiore (frazione di Vilminore), il secondo presso la località Ronchi, entrambi posti nel comune di Vilminore di Scalve e che si ricongiungono tra loro dopo alcune centinaia di metri. Dopo aver superato la località Cascinetti (1719 m s.l.m.) il sentiero si dirama in due tracce, una delle quali raggiunge la baita di Varro ed il lago di Cornalta (2181 m s.l.m.), che si ricollegano nuovamente presso il pianoro in cui è situato il lago di Varro (2236 m s.l.m.). L'ultimo tratto prosegue su una pietraia che conduce alla sella tra il pizzo Tornello ed il monte Tornone, prosecuzione del pizzo stesso. Qui si interseca il segnavia numero 430 che conduce al Rifugio Nani Tagliaferri, e proseguendo in direzione Nord in breve si guadagna la vetta.
Alternativamente è possibile salire tramite il sentiero numero 410, che prende vita nei pressi dell'abitato di Bueggio (anch'esso frazione di Vilminore) e risale la valle del Gleno, toccando l'omonimo lago, tristemente noto per la tragedia legata al cedimento della propria diga.

Proseguendo sul versante sinistro della vallata, si superano alcune baite fino a raggiungere i ruderi del rifugio Bissolati e quindi la baita Alta di Gleno (2.050 m s.l.m.). Da qui si percorre un tratto in mezzacosta fino a raggiungere la vetta tramite le pendici poste ad Ovest.
Dalla vetta, spartiacque tra i comuni di Vilminore di Scalve e Schilpario, è possibile ammirare un panorama a 360° che comprende la Presolana, il Pizzo del Diavolo di Tenda, il Pizzo Redorta, il Pizzo Recastello, il Pizzo dei Tre Confini ed il monte Gleno, nonché l'alta val di Scalve con il Pizzo Camino, il Cimone della Bagozza e la Concarena.

## Clima
Clima freddo d'alta montagna con inverni particolarmente nevosi e valori negativi molto al di sotto dello zero ed estati fresche e temporalesche. Il vento è presente con una certa frequenza e forza tutto l'anno.

## Galleria d'immagini

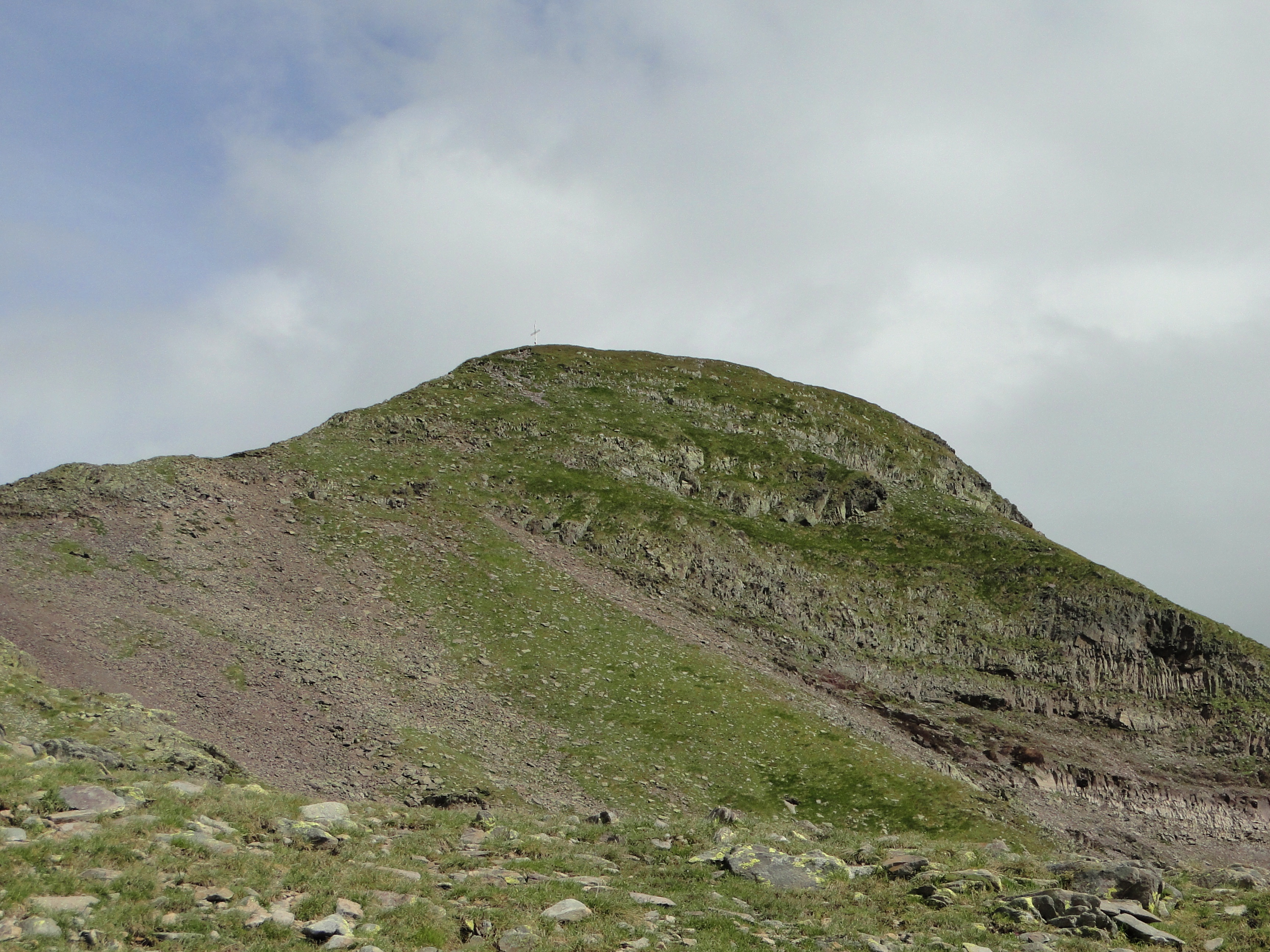
La sommità del pizzo Tornello vista dal monte Tornone
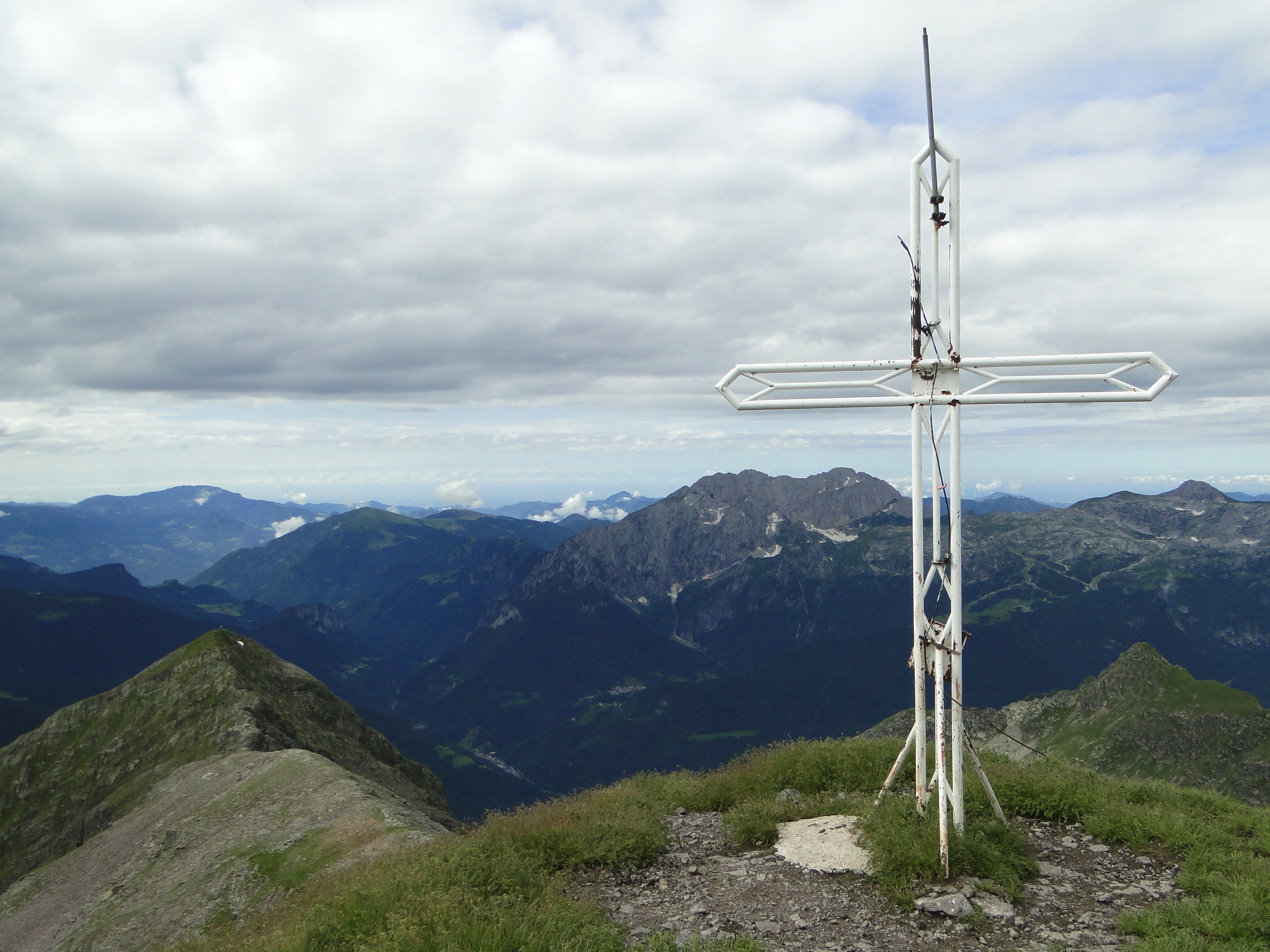
Vista della croce di vetta in direzione della Presolana